# Abel Foullon
Abel Foullon (* 1513; † 1563 oder 1565) war ein französischer Autor, Direktor der Münze von Heinrich II. und ferner Ingenieur des Königs von Frankreich nach Leonardo da Vinci.
Das von ihm erfundene Holometer ist ein Winkel-Messinstrument für die Geodäsie.

## Literatur

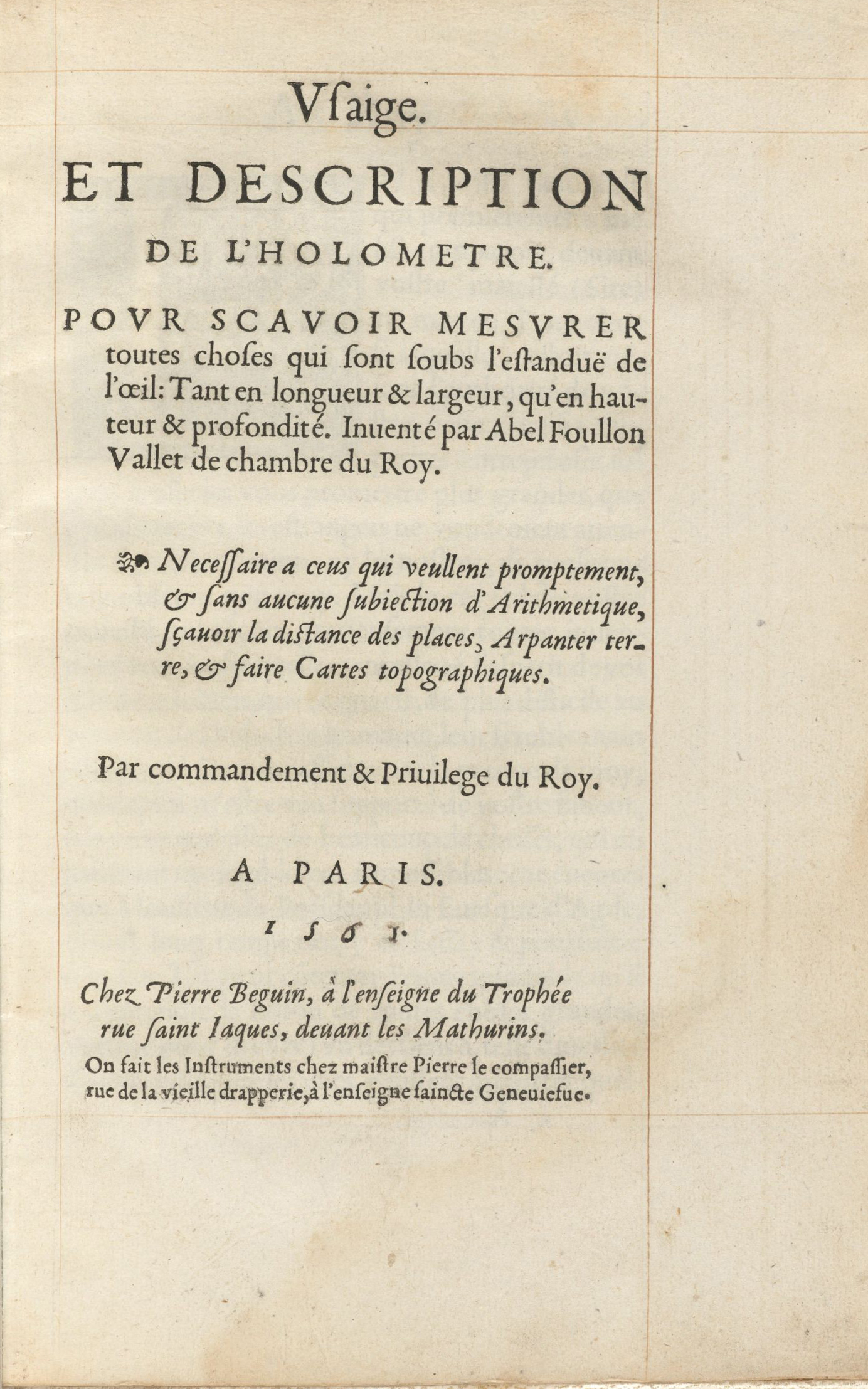
Usaige & Description de l'holmetre, 1561